# Aspilota pulchella
Aspilota pulchella är en stekelart som först beskrevs av Maximilian Spinola 1851.  Aspilota pulchella ingår i släktet Aspilota och familjen bracksteklar. Inga underarter finns listade.